# Champ de bataille (film, 1929)
Série Mickey Mouse
When the Cat's Away
(1929) Mickey laboureur
(1929)
Pour plus de détails, voir Fiche technique et Distribution.
Champ de bataille (The Barnyard Battle) est un court métrage d'animation américain des studios Disney avec Mickey Mouse, réalisé par Ub Iwerks , sorti en 1929.
Sorti le 25 avril 1929, Champ de bataille est un court métrage de Mickey Mouse. Comme indiqué dans le titre, il s'agit d'une bataille entre deux armées. D'un côté se trouvent les chats envahisseurs, de l'autre les souris défendant leurs fermes et leurs maisons.

## Synopsis
Mickey est une jeune recrue de la guerre entre les souris et les chats. Son unité est opposée à celle dirigée par Pat Hibulaire. Avant de rejoindre l'armée, Mickey passe un examen physique. Il est alors le sujet d'abus physique et émotionnel afin de l'endoctriner. Après cette formation, il reçoit une arme et est envoyé sur le champ de bataille. Mickey prodigue le plus d'efforts qu'il peut tout en restant maladroit, c'est la source du comique de ce film. Ses efforts seront suffisants pour forcer l'ennemi à battre en retraite. Mickey est alors soulevé comme un héros par les autres soldats. Cette scène marque la fin du film.

## Fiche technique
- Titre français : Champ de bataille
- Titre original : The Barnyard Battle
- Série : Mickey Mouse
- Réalisateur : Ub Iwerks
- Animateur : Ub Iwerks, Les Clark
- Musique : Carl W. Stalling
- Producteur : Walt Disney, John Sutherland
- Société de  production : Disney Brothers Studios
- Société de distribution : Celebrity Productions
- Pays de production:  États-Unis
- Langue : Anglais américain
- Format : Noir et blanc — 35 mm — 1,33:1 — Son : Mono (Cinephone)
- Durée : 7 minutes
- Date de sortie :
  - États-Unis : 25 avril 1929

## Autour du film

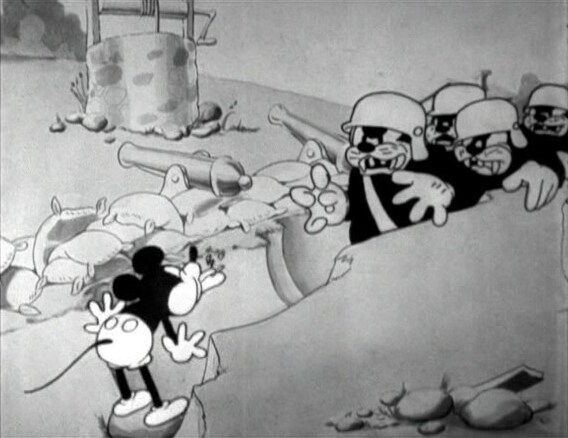
Scène du film : Mickey la souris tire la langue devant les soldats-chats ennemis.

- Mickey est pour la première fois présenté comme un soldat et prend part aux combats. Le court métrage décrit une guerre fictive mais attribue à chaque camp des éléments remarquables. Ainsi les chats possèdent des casques utilisés par l'armée de l'Empire allemand durant la Première Guerre mondiale (1914-1918) tandis que les souris chantent des hymnes des États confédérés d'Amérique lors de la Guerre de Sécession (1861-1865). Ces deux événements sont encore récents dans les esprits des Américains en 1929 et permettent une bonne identification des belligérants dans de film noir et blanc.
- La scène d'examen physique et moral, suivie par la livraison d'une arme, est souvent considérée comme gênante mais il faut remarquer qu'à l'époque du film, l'Europe commençait à ressentir certains des effets des endoctrinements, réalisés par certains mouvements politiques, tels que les Jeunesses hitlériennes (créées en 1922).
- En commençant par Steamboat Willie, puis avec Champ de bataille en 1929 jusqu'à Le Fermier musicien et Olympiques rustiques en 1932, une grande proportion des premiers courts métrages de Disney comporte un lien fort avec le monde rural et tire leur humour d'une juxtaposition comique de stéréotypes urbains et ruraux[1].